# 噶馬蘭
《噶瑪蘭》是一首國樂曲，由臺灣作曲家蘇文慶作曲，創作背景為宜蘭地區（舊名噶瑪蘭）的神話故事。

## 創作背景
《噶瑪蘭》以宜蘭一則民間傳說為主題編曲：
東海龍王之女「噶瑪蘭公主」被父王許配給蛇將軍，但她心中喜歡的其實是龜將軍。公主和龜將軍的曖昧被吃醋的蛇將軍知道後，向龍王陷害龜將軍，並和龜將軍決鬥，在龍王的幫助下使龜將軍死亡。傷心的公主決定殉情。傳說現今蘭陽平原與龜山島即為其化身。——民間傳說

## 外部連結
- 新竹市立三民國中演奏版本 （页面存档备份，存于）